# NGC 4283
NGC 4283 (другие обозначения — UGC 7390, MCG 5-29-63, ZWG 158.80, PGC 39800) — эллиптическая галактика (E) в созвездии Волос Вероники. Открыта Уильямом Гершелем в 1785 году.
Галактика находится в 16 килопарсеках от NGC 4278 в проекции на картинную плоскость, так что, возможно, находящиеся в ней шаровые скопления искажают картину распределения скоплений в NGC 4278. Не на всех обзорах шаровых скоплений NGC 4278 наблюдается отчётливое повышение их концентрации вблизи NGC 4283. Приблизительная оценка числа скоплений в галактике составляет 16 ± 12, при этом при абсолютной звёздной величине галактики, равной −19,0, можно было бы ожидать увидеть в ней 26 шаровых скоплений. В любом случае, вклад системы скоплений NGC 4283 в систему NGC 4278 незначителен, учитывая, что в последней более 1300 скоплений. Возможно, что NGC 4283 потеряла часть своих скоплений при взаимодействии с NGC 4278.
Этот объект входит в число перечисленных в оригинальной редакции «Нового общего каталога».